# Gotthard Voigt
Gotthard Voigt (ur. 25 sierpnia 1928 w Zschorlau, zm. 10 czerwca 1991) – niemiecki polityk i lekarz dentysta, poseł do Volkskammer i obserwator w Parlamencie Europejskim.

## Życiorys
Walczył na frontach drugiej wojny światowej od 1944. W 1946 ukończył szkołę średnią, następnie do 1950 studiował stomatologię na Uniwersytecie w Lipsku. Od 1955 pracował w zawodzie w gabinecie swojego ojca, następnie w 1972 otworzył własną praktykę w Zschorlau.
Od 1990 należał do Niemieckiej Unii Społecznej. W marcu tegoż roku wybrano go do Volkskammer, jego mandat wygasł wraz ze zjednoczeniem Niemiec w październiku 1990. Od lutego 1991 do śmierci był obserwatorem w Parlamencie Europejskim reprezentującym dawną NRD z rekomendacji frakcji CDU/CSU.

## Życie prywatne
Był ewangelikiem. Żonaty, miał dwoje dzieci.